# Star Stable Entertainment
Star Stable Entertainment AB är en svensk spelutvecklare baserad i Stockholm. Företaget grundades 2010 och förknippas främst med hästspelet Star Stable Online.

## Företagshistoria
Företaget bildades år 2010 av Ola Ahlvarsson och Johan Edfelt, då under namnet World of Horsecraft. År 2011 lanserades Star Stable Online, ett webbaserat spel riktat mot unga tjejer.
2015 köpte Star Stable Entertainment AB upp utvecklingsstudion Pixel Tales, som fram till dess hade arbetat med att utveckla Star Stable Online på licens. Samma år investerade finansmannen Claes-Henrik Julander 10 Mkr i företaget, som flyttade in på startup-hubben Epicenter i Stockholm. 2016 tog Julander även över som ordförande.

## Spel
Star Stable Online för PC, Mac, Android och apple utgör Star Stable Entertainments huvudsakliga affärsverksamhet. I november 2017 hade spelet en halv miljon aktiva spelare varje månad, enligt företagets marknadsdirektör Taina Malén.
I augusti 2016 släpptes Star Stable Friends för iOS och Android, ett komplement till Star Stable Online där spelaren kan hålla kontakten med vänner och ta del av nyheter om spelet. I januari 2017 kom Star Stable Horses, en app där spelaren föder upp ett föl som sedan kan överföras till Star Stable Online. 2022 släpptes Star Stable Online för apple-användare, och för att senare släppas på Android under 2023 vilket gjort spelet tillgängligt även på mobil.